# Estadi Omnisports de Bafoussam
L'Estadi Kouekong o Estadi Omnisports de Bafoussam és un estadi poliesportiu de la ciutat de Bafoussam, Camerun, al suburbi de Kouekong.
Principalment és utilitzat per la pràctica del futbol i l'atletisme. Té una capacitat per a 20.000 espectadors. Fou construït el 2015 i inaugurat el 30 d'abril de 2016. És una de les seus de la Copa d'Àfrica de Nacions 2021.